# Hermann Schlatter
Hermann Schlatter (* 16. September 1873 in Unterhallau; † 29. August 1953 in Stein am Rhein) war ein Schweizer sozialdemokratischer Politiker. 

## Familie
Schlatter war der Sohn des Johann Georg Schlatter, Nagelschmied und Landwirt, und der Marie (geb. Meyer). 1905 heiratete er Louise Meyer, Tochter des Gottlieb Meyer, Kupferschmied. 

## Karriere
Schlatter absolvierte Schulen in Unterhallau, eine Lehre als Typograf in Unterhallau und Zürich sowie einen Welschlandaufenthalt. Ab 1893 arbeitete Schlatter als Buchdrucker in Bern, wo er im Kreis um Carl Vital Moor politisiert wurde. Er sass 1898–99 im Stadtrat (Legislative) und gründete 1898 die Unionsdruckerei ("Berner Tagwacht"), die er bis 1899 leitete. 1899–1901 studierte er Recht in Bern und Basel, brach das Studium aber wegen Geldmangels ab. 
Zurück in Unterhallau und Schaffhausen, verhalf Schlatter der Arbeiterbewegung zum Durchbruch: Ab 1901 war er Redaktor der "Klettgauer Zeitung" sowie 1902–07 des Blatts "Echo vom Rheinfall" und wirkte 1902–03 als erster Arbeitersekretär. 1903 eröffnete er eine Anwaltspraxis. Während drei Perioden, 1903–16, 1919–28 und 1937–53 sass Schlatter für die SP im Schaffhauser Kantonsrat (1915 und 1941 Präsident). Er gehörte 1907–08 dem Grossstadtrat von Schaffhausen, 1908–17 als erster Arbeitervertreter dem Stadtrat (Baureferent) an. 1918–19 war er Stadtpräsident von Schaffhausen, trat jedoch nach dem Landesstreik zurück. 1919–34 verwaltete er die Allgemeine Konsumgenossenschaft und gründete 1921 die Unionsdruckerei ("Schaffhauser Arbeiter-Zeitung") mit, deren Verwaltungsrat er bis 1953 vorstand. 1934–43 war er Redaktor des "Genossenschaftl. Volksblatts" in Basel und 1936–52 Oberrichter in Schaffhausen.